# Bambi II
Bambi II je američki animirani film redatelja Briana Pimentala iz 2006. godine. Nastavak je filma Bambi iz 1942. godine. Oba filma producirao je Walt Disney Animation Studios.

## Uloge
| Lik                                | Originalni glas                               | Hrvatski glas                                         |
| ---------------------------------- | --------------------------------------------- | ----------------------------------------------------- |
| Veliki Princ (The Great Prince)    | Patrick Stewart                               | Borna Baletić                                         |
| Bambi                              | Alexander Gould                               | David Jakovljević                                     |
| Sova (Owl)                         |                                               | Josip "Bobi" Marotti                                  |
| Lupko (Thumper)                    | Brendon Baerg                                 | Kora Karla Konjević                                   |
| Cvjetić (Flower)                   |                                               | Goran Grgurić                                         |
| Felina (Faline)                    | Andrea Bowen                                  | Ivana Prenkpalaj                                      |
| Rono                               | Anthony Ghannam                               | Tin Rožman                                            |
| Lupkove sestre (Thumper's sisters) | Makenna Cowgill, Emma Rose Lima, Ariel Winter | Mara Bajsić, Marija Crljen, Nina Lešnik, Iva Vučković |
| Svizac (Groundhog)                 | Briana Pimentala                              | Branko "Pjer" Meničanin                               |
| Dikobraz (Porcupine)               |                                               | Sven Medvešek                                         |
| Bambijeva majka (Bambi's mother)   | Carolyn Hennesy                               | Suzana Nikolić                                        |
| Mina (Mena)                        | Cree Summer                                   | Sanja Marin                                           |
| Lupkova majka (Thumper's mother)   |                                               | Barbara Rocco                                         |